# Glenopteris oculata
Glenopteris oculata är en fjärilsart som beskrevs av Stoll 1780. Glenopteris oculata ingår i släktet Glenopteris och familjen nattflyn. Inga underarter finns listade i Catalogue of Life.